# خوسيه إنريكي دي لا بينيا
خوسيه إنريكي دي لا بينيا (بالإسبانية: José Enrique de la Peña)‏ هو عسكري مكسيكي، ولد في 1807 في ولاية خاليسكو في المكسيك، وتوفي في 1841.